# Gogolin (gemeente)
De gemeente Gogolin is een stad- en landgemeente in het Poolse woiwodschap Opole, in powiat Krapkowicki.
De zetel van de gemeente is in Gogolin.
Op 30 juni 2004 telde de gemeente 11.975 inwoners.

## Oppervlaktegegevens
In 2002 bedroeg de totale oppervlakte van gemeente Gogolin 100,51 km², waarvan:
- agrarisch gebied: 45%
- bossen: 33%

De gemeente beslaat 22,72% van de totale oppervlakte van de powiat.

## Demografie
Stand op 30 juni 2004:
| Omschrijving                   | Totaal | Totaal | Vrouwen | Vrouwen | Mannen | Mannen |
| ------------------------------ | ------ | ------ | ------- | ------- | ------ | ------ |
| eenheid                        | aantal | %      | aantal  | %       | aantal | %      |
| inwoners                       | 11.975 | 100    | 6178    | 51,6    | 5797   | 48,4   |
| bevolkingsdichtheid (inw./km²) | 119,1  | 119,1  | 61,5    | 61,5    | 57,7   | 57,7   |

In 2002 bedroeg het gemiddelde inkomen per inwoner 2077,78 zł.

## Administratieve plaatsen (sołectwo)
Chorula, Dąbrówka, Górażdże, Kamień Śląski, Kamionek, Malnia, Obrowiec, Odrowąż, Zakrzów.

## Aangrenzende gemeenten
Izbicko, Krapkowice, Strzelce Opolskie, Strzeleczki, Tarnów Opolski, Zdzieszowice